# El Caracol

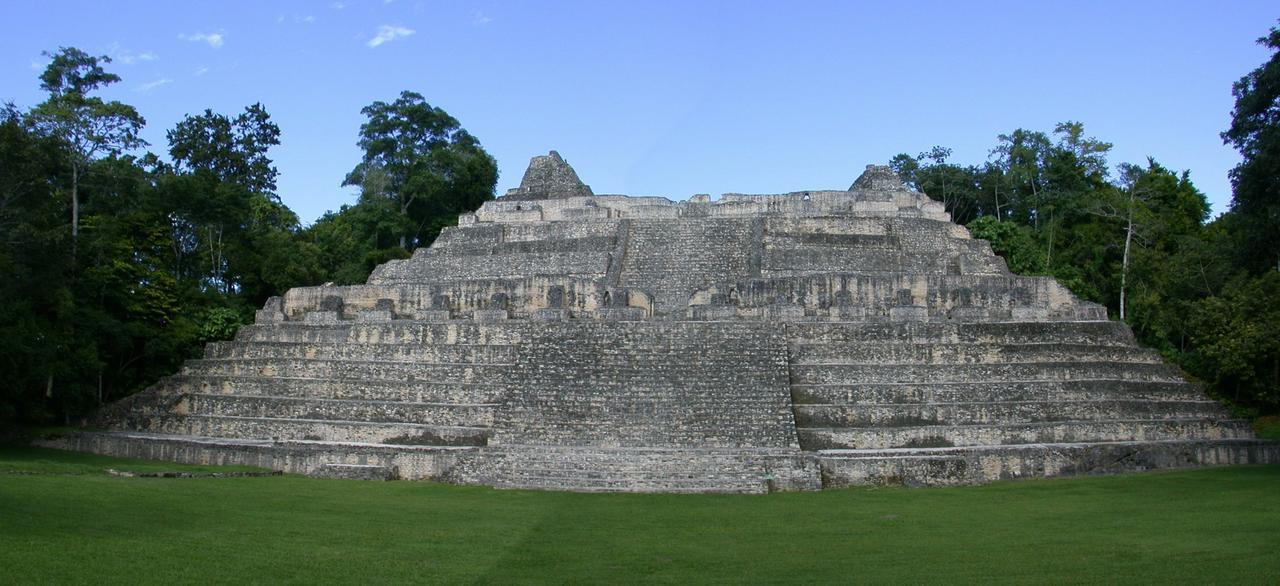
Templo em El Caracol

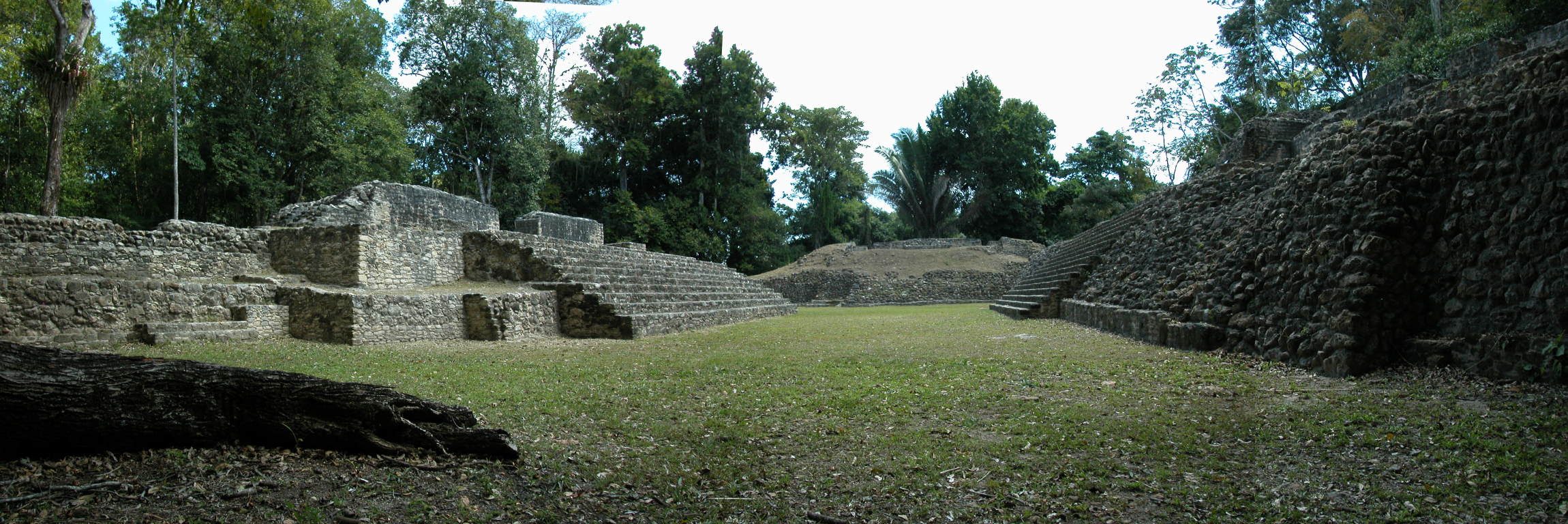
Complexo residencial em El Caracol

El Caracol ou Caracol é um sítio arqueológico maia de grandes dimensões, localizado no distrito de Cayo, no Belize. Situa-se a cerca de 40 km para sul de Xunantunich e San Ignacio Cayo, a uma altitude de 460 m, no sopé dos Montes Maias. O antigo nome maia deste local poderá ter sido Oxhuitza. 
El Caracol terá sido ocupada desde 1200 a.C., mas o seu período de maior expansão construtiva corresponde ao período clássico maia, com mais de 40 monumentos datados entre 485 e 889 que registam a sequência dinástica dos seus governantes.
A antiga Caracol foi uma das maiores cidades maias, cobrindo uns 168 km², com uma população máxima estimada entre os 120 000 e os 180 000 habitantes. Um dos monumentos regista uma vitória militar sobre o exército de Tikal em 562.
O sítio foi descoberto em 1938. Trabalhos mais extensos foram levados a cabo pela Universidade da Pensilvânia em 1951 e 1953. Desde 1985, decorre um projecto de escavações arqueológicas e restauração das estruturas antigas de El Caracol, sob direcção de arqueólogos da Universidade da Flórida Central.

## Governantes conhecidos de El Caracol
(Nota: esta lista não é contínua, pois o registro arqueológico é incompleto)
- 331–349: Te' Kab' Chaak
- circa 470: K'ak' Ujol K'inich I
- 484–514: Yajaw Te' K'inich I
- 531–534: K'an I
- 553–593: Yajaw Te' K'inich II
- 599–613: "Senhor Nó"
- 618–658: K'an II
- 658–680: K'ak' Ujol K'inich II
- circa 700: nome desconhecido
- meados do século VIII: nome desconhecido
- 793: Tum Yohl K'inich
- 798: K'inich Joy K'awiil
- 810–830: K'inich Toob'il Yoaat
- 835–849: K'an III
- 859: nome desconhecido